# 耶尔内西塔梅萨
耶尔内西塔梅萨，是西班牙阿斯图里亚斯的一个市镇。总面积32平方公里，总人口218人（2001年），人口密度7人/平方公里。